# Roncus krupanjensis
Espèce
Roncus krupanjensis est une espèce de pseudoscorpions de la famille des Neobisiidae.

## Distribution
Cette espèce est endémique de Serbie. Elle se rencontre vers Cerova.

## Description
Le mâle holotype mesure 2,72 mm et la femelle paratype 2,28 mm.

## Étymologie
Son nom d'espèce, composé de krupanj et du suffixe latin -ensis, « qui vit dans, qui habite », lui a été donné en référence au lieu de sa découverte, Krupanj.

## Publication originale
- Ćurčić, Rađa, Ćurčić & Ćurčić, 2010 : On Roncus almissae n. sp., R. krupanjensis n. sp., and R. radji n. sp., three new pseudoscorpions (Pseudoscorpiones, Neobisiidae) from Croatia and Serbia, respectively. Archives of Biological Sciences, vol. 62, no 2, p. 503-513.